# ثيودور بلانك
ثيودور بلانك (بالألمانية: Theodor Blank)‏ هو سياسي ألماني، ولد في 19 سبتمبر 1905 في Elz, Hesse ‏ في ألمانيا، وتوفي في 14 مايو 1972 في بون في ألمانيا. نشط حزبياً في الاتحاد الديمقراطي المسيحي. وقد انتخب وزير الدفاع الألماني (7 يونيو 1955 – 16 أكتوبر 1956) وانتخب عضو مجلس الشورى الموحد شمال الراين وستفاليا وانتخب عضو في البوندستاغ الألماني خلال فترته النيابية ‏ (7 سبتمبر 1949 – 7 سبتمبر 1953).

## وصلات خارجية
- ثيودور بلانك على موقع مونزينجر (الألمانية)